# Mikroregion Sudeste de Roraima

Mikroregion Sudeste de Roraima

Mikroregion Sudeste de Roraima – mikroregion w brazylijskim stanie Roraima należący do mezoregionu Sul de Roraima. Ma powierzchnię 51.702,1 km²

## Gminy
- Caroebe
- Rorainópolis
- São João da Baliza
- São Luís